# Николоз Бараташвили
Николоз Мелитон Бараташвили (на грузински: ნიკოლოზ მელიტონის ძე ბართაშვილი) е грузински поет романтик, наричан Грузински Байрон.
Пише патриотична поезия, посветена на борбата за национална и социална свобода.
Роден е на 27 декември 1817 година в Тифлис в семейство на обеднял грузински княз, чиновник в руската администрация. През 1835 година завършва гимназия.
Постъпва на държавна служба, като започва да се занимава и с литература, но работите му са публикувани едва след смъртта му. През 1844 година, след пълното разорение на семейството му, заминава на служба в Нахичеван, а след това в Ганджа.
Николоз Бараташвили умира в Ганджа от малария на 21 октомври 1844 година.

## Творчество
- „Съдбата на Грузия“ – историческа поема, 1839 г.
- „Мерани“ – стихотворение, 1842 г.